# みのもんたのワイドNo1
みのもんたのワイドNo.1 （みのもんたのワイドナンバーワン）は、1973年4月2日から1976年4月2日まで、文化放送で、月 - 金曜の夜の時間帯に放送していたワイド番組。パーソナリティは、みのもんた（当時文化放送アナウンサー）。

## 概要
この当時、文化放送は若者向け夜ワイド番組がなく、深夜の『セイ!ヤング』（24:30 - 27:00）に、若者向け番組の総力を結集していたため、この番組は全体的に大人向けの内容だった。また、夕方に移行する前の『夜のニュース・パレード』が当時毎晩22:30 - 22:50に1日のニュースの締めくくりとして、文化放送をキーステーションに全国放送していた。この当時、『百万人の英語』は毎晩23:00 - 23:30、『大学受験ラジオ講座』も、毎晩23:30 - 24:30の放送だった。
ちなみに、この当時の文化放送は原則として平日のプロ野球中継を実施していなかったことから、放送開始時間はプロ野球シーズンであっても20時台からであった（詳しい放送時間については下記参照）。

## 放送時間
- 21:00 - 23:00 （1973年4月2日 - 1974年4月5日）
- 20:30 - 23:00 （1974年4月8日 - 1975年10月3日）
- 20:00 - 23:00 （1975年10月6日 - 1976年4月2日）

## 主なコーナー・番組内容
男と女のトーク話や雑学知識満載のコーナーが多かった。
- ヒットヒットバースデイ
- 三ツ矢フォークメイツ
- カム・トゥゲザー
- キャッチ・オン・ナウ
- ラブサウンズスペシャル
- 明日との出逢い
- もんたとなおみの男と女のジョッキー （1974年4月 - 1975年3月）

（ネット局：STVラジオ、東海ラジオ、ラジオ大阪、ラジオ沖縄）
- ミステリー・シアター・S （1974年4月から）
- さっきはごめんなさい（1974年10月から）
- 失礼! 初恋ですか（1975年4月から）
- もんたとマッケンジーのユー&ミー（1975年4月から、『男と女のジョッキー』の後継コーナー）
- みのもんたの大ジョーダン（1975年4月から）

（ネット局：STVラジオ、ラジオ沖縄）

## 内包番組
- 今晩は落合恵子です
- 近藤正臣の旅の詩（1973年4月 - 同年9月）
- 五木寛之の世界（1973年10月 - 1974年3月）
- 夜のニュースパレード "きょうのニュースから"（全期間）